# 데데
안데르송 비타우 다 시우바(포르투갈어: Anderson Vital da Silva, 1988년 7월 1일 ~ )는 데데(포르투갈어: Dedé)라는 이름으로 잘 알려진 브라질의 축구 선수로 포지션은 센터백이다.